# Maglič
Maglič (cyr. Маглич) – XIII-wieczna twierdza położona 20 km na południe od Kraljeva w Serbii. Zamek został zbudowany na szczycie wzgórza w zakolu rzeki Ibar ok. 100 metrów ponad poziomem rzeki. Twierdza strzegła jedynej drogi łączącej dolinę Moravy z Kosowem. Jej nazwa pochodzi od serbskiego słowa „Magla” (Магла) – mgła. W 1979 r. Maglič został wpisany na serbską listę Pomników Kultury Wyjątkowego Znaczenia.

## Historia
Maglič został zbudowany prawdopodobnie w I połowie XIII w. przez Stefana Pierwszego Koronowanego lub jego syna Stefana Urosza I. W okresie Carstwa Serbskiego był siedzibą arcybiskupa Danila II, który tu właśnie napisał swoje hagiografie.
Po zdobyciu Smedereva 20 czerwca 1459 r. Turcy zajęli również Maglič i utrzymywali go do momentu zajęcia przez Serbów w czasie V wojny austriacko-tureckiej. Po stłumieniu serbskiego powstania Turcy odbili zamek, opuszczając go jednak niedługo potem.
W czasie II powstania serbskiego wojewoda Radoslav Jelečanin urządził w pobliżu Magliča zasadzkę na oddział tureckich żołnierzy, zatrzymując ich atak od strony Novego Pazaru.

## Architektura
W skład zamku wchodziło siedem baszt i donżon, połączonych z murami obronnymi. Baszty były typowe dla średniowiecznych fortec na Bałkanach, z trzema kamiennymi ścianami i drewnianą konstrukcją od strony wnętrza zamku. Maglič miał jedną bramę od strony północnej oraz małą furtę w jednej z baszt od południowego wschodu. Wewnątrz twierdzy znajdują się resztki pałacu, koszar i kościoła pw. św. Jerzego. Jest też duży zbiornik na wodę i studnia. W południowej części zamku trzy baszty zostały zbudowane obok siebie, by dać lepszą ochronę przed atakami.

## Stan współczesny
Zamek został częściowe zrekonstruowany po I wojnie światowej, ale zasadnicza rekonstrukcja została przeprowadzona pod koniec lat 80. XX wieku. Wtedy zostały zrekonstruowane drewniane stropy w basztach i osłony biegnące wzdłuż murów. Obecnie stanowią zagrożenie, ponieważ ich część jest spróchniała.
Corocznie podnóże zamku jest punktem startowym do tradycyjnego spływu rzeką Ibar do Kraljeva, znanego jako Veseli spust. Używane są różne jednostki pływające, a uczestnikami są często politycy. Zwykle w całodziennej imprezie uczestniczy ponad 3 tysiące jednostek.
W 2010 r. Maglič miał być dalej rekonstruowany dzięki funduszom miejscowym, jak i finansowej pomocy ze strony Włoch.

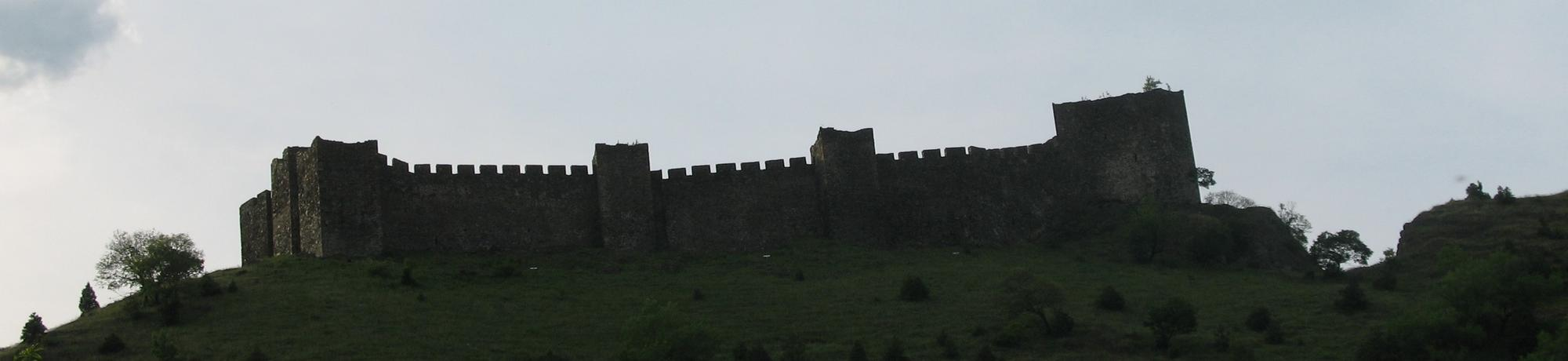
Zamek Maglič